# Tamara (cantante)
Tamara Macarena Valcárcel Serrano, in arte Tamara (Siviglia, 27 giugno 1984), è una cantante e chitarrista spagnola.

## Discografia
- 2000 - Gracias
- 2001 - Siempre
- 2003 - Abrázame
- 2004 - Canta Roberto Carlos
- 2005 - Lo mejor de tu vida
- 2006 - Emociones en directo
- 2007 - Perfecto
- 2009 - Amores
- 2011 - Más
- 2012 - Encadenados